# Henrik Viktor Rosendahl
Henrik Viktor Rosendahl, född 12 december 1855 i Filipstad, död 11 augusti 1918 i Stockholm, var en svensk läkare, farmakolog och
botaniker.
Rosendahl blev medicine licentiat 1886, medicine doktor och docent vid Karolinska institutet 1894, var e.o. professor i farmakologi och farmakognosi vid Uppsala universitet 1895-1896, lärare vid Farmaceutiska institutet i Stockholm 1895-1901, blev e.o. professor där 1901, och ordinarie professor och föreståndare vid Farmaceutiska institutet 1911. Han behöll tjänsten till sin död 1918.
Rosendahl utgav skrifter inom sin fackvetenskap och dess gränsområden, såsom Farmakologiska undersökningar rörande Aconitum septentrionale (1893; även på tyska), Järnets verkningssätt inom organismen (1894), Kopparns fysiologiska betydelse för växt- och djurriket, dess giftverkan och terapeutiska användning (1895), On septentrionalin as an anaesthetic and substitute for curare etc. (1895), Analys af bröd från vikingatiden (1911) m.m.
Som botanist ägnade han sig företrädesvis åt odling och noggranna undersökningar åt ormbunkarna och skrev om inhemska svenska arter i Bidrag till Sveriges ormbunksflora, del l (1909) och del 2 (1913). Han var även författare till två läroböcker för den högre undervisningen, Lärobok i farmakognosi (1897) och Lärobok i botanik (1903). Han var från 1914 medlem av permanenta farmakopékommittén.